# Johann Stanislaus Schaffroth

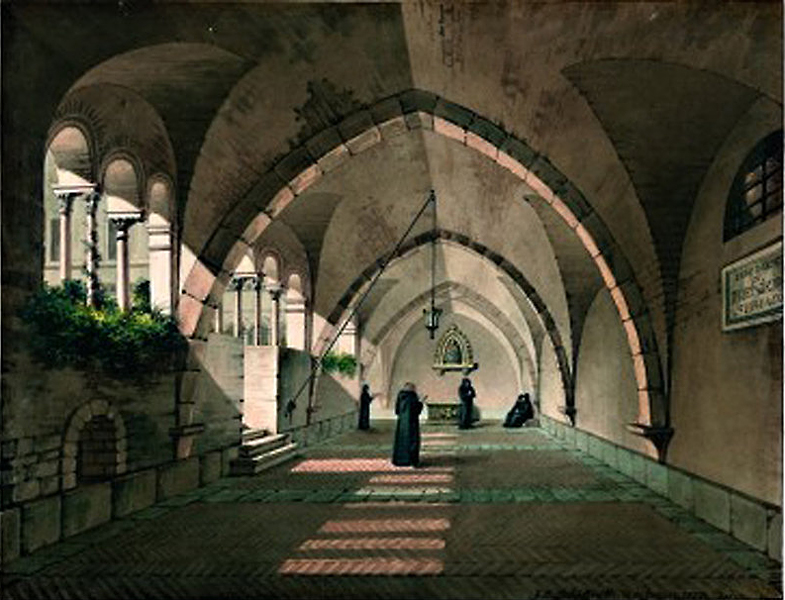
Benediktinerkloster

Johann Stanislaus Schaffroth (* 25. Oktober 1766 in Baden-Baden; † 20. September 1851 ebenda) war ein deutscher Maler.
Johannes Stanislaus Schaffroth war Schüler von Jakob Becker und Karl Kaspar Pitz. Er studierte Malerei auch in Stuttgart und Dresden. In den Jahren 1795 bis 1846 war er als Kunstlehrer an der Kunsthandwerkschule in Baden-Baden tätig.
Er lieferte Bilder für Fürstenresidenzen und Abteien. Am Rande seiner Tätigkeit beschäftigte sich Schaffroth mit bizarren Baumstudien, skizzierte auch zerfallende Ruinen. Schaffroth schuf Altarbilder für die Kirchen in Achern und Oppenheim.
1804 malte Schaffroth ein Porträt von Markgraf Karl Friedrich von Baden (1728–1811). 1805 wurde er von diesem zum Hofmaler ernannt.
Den Werken Schaffroths wurde eine Sonderausstellung Johann Stanislaus Schaffroth, ein Baden-Badener Maler 1766 - 1851 vom 11. Juni 1976 bis 30. September 1976 in den Stadtgeschichtlichen Sammlungen Baden-Baden gewidmet.